# Molly i världen
Molly i världen är en svensk film från 2005 i regi av Henrik Pilerud.

## Handling
Den unga kvinnan Molly är någon som ofta dagdrömmer sig bort från vardagens frustrationer. I sina dagdrömmar möter Molly personer hon kan  tala med om sådant de i hennes omgivning inte förstår. Det är dock inte givet att detta hjälper Molly i den verklighet hon vaknar till.

## Rollista (i urval)[3]
- Yohanna Idha - Molly
- Sven Wollter - Berättare

## Produktion
Filmen spelades in under 2003, bland annat i Arboga, Stockholm och Västerås. Den hade premiär den 15 maj 2005 på biografen Elektra i Västerås.
Arbetet med filmen bedrevs i en ideell förening, kallad Tolv:24Film. De som arbetade med framtagandet av filmen gjorde det därför utan ekonomisk ersättning.